# Bessais-le-Fromental
Bessais-le-Fromental és un municipi francès, situat al departament de Cher i a la regió de Centre – Vall del Loira. L'any 2007 tenia 315 habitants.

## Demografia

### Població
El 2007 la població de fet de Bessais-le-Fromental era de 315 persones. Hi havia 148 famílies, de les quals 48 eren unipersonals (24 homes vivint sols i 24 dones vivint soles), 68 parelles sense fills i 32 parelles amb fills.
La població ha evolucionat segons el següent gràfic:
Habitants censats

### Habitatges
El 2007 hi havia 233 habitatges, 150 eren l'habitatge principal de la família, 49 eren segones residències i 34 estaven desocupats. 230 eren cases i 3 eren apartaments. Dels 150 habitatges principals, 108 estaven ocupats pels seus propietaris, 35 estaven llogats i ocupats pels llogaters i 7 estaven cedits a títol gratuït; 3 tenien dues cambres, 45 en tenien tres, 37 en tenien quatre i 64 en tenien cinc o més. 106 habitatges disposaven pel capbaix d'una plaça de pàrquing. A 78 habitatges hi havia un automòbil i a 55 n'hi havia dos o més.

### Piràmide de població
La piràmide de població per edats i sexe el 2009 era:
| Homes | Edats   | Dones |
| ----- | ------- | ----- |
| 0     | 95 o +  | 0     |
| 0     | 90 a 94 | 0     |
| 0     | 85 a 89 | 4     |
| 8     | 80 a 84 | 4     |
| 20    | 75 a 79 | 16    |
| 12    | 70 a 74 | 12    |
| 12    | 65 a 69 | 4     |
| 12    | 60 a 64 | 16    |
| 4     | 55 a 59 | 4     |
| 8     | 50 a 54 | 12    |
| 12    | 45 a 49 | 8     |
| 16    | 40 a 44 | 0     |
| 4     | 35 a 39 | 4     |
| 16    | 30 a 34 | 20    |
| 0     | 25 a 29 | 16    |
| 4     | 20 a 24 | 8     |
| 12    | 15 a 19 | 12    |
| 8     | 10 a 14 | 8     |
| 12    | 5 a 9   | 16    |
| 12    | 0 a 4   | 4     |

## Economia
El 2007 la població en edat de treballar era de 195 persones, 130 eren actives i 65 eren inactives. De les 130 persones actives 112 estaven ocupades (61 homes i 51 dones) i 18 estaven aturades (8 homes i 10 dones). De les 65 persones inactives 32 estaven jubilades, 7 estaven estudiant i 26 estaven classificades com a «altres inactius».

### Ingressos
El 2009 a Bessais-le-Fromental hi havia 144 unitats fiscals que integraven 285 persones, la mediana anual d'ingressos fiscals per persona era de 15.044 €.

### Activitats econòmiques
Dels 13 establiments que hi havia el 2007, 1 era d'una empresa de fabricació d'altres productes industrials, 3 d'empreses de construcció, 3 d'empreses de comerç i reparació d'automòbils, 4 d'empreses d'hostatgeria i restauració, 1 d'una empresa financera i 1 d'una empresa de serveis.
Dels 9 establiments de servei als particulars que hi havia el 2009, 1 era un taller de reparació d'automòbils i de material agrícola, 1 paleta, 1 guixaire pintor, 1 lampisteria, 4 restaurants i 1 agència immobiliària.
L'únic establiment comercial que hi havia el 2009 era una botiga de menys de 120 m².
L'any 2000 a Bessais-le-Fromental hi havia 23 explotacions agrícoles que ocupaven un total de 1.716 hectàrees.

## Equipaments sanitaris i escolars
El 2009 hi havia una escola elemental integrada dins d'un grup escolar amb les comunes properes formant una escola dispersa.

## Poblacions més properes
El següent diagrama mostra les poblacions més properes.